# Dassault Mirage F1
Dassault Mirage F1 este un avion de luptă multirol supersonic francez.